# Anginon paniculatum
Anginon paniculatum là một loài thực vật có hoa trong họ Hoa tán. Loài này được (Thunb.) B.L.Burtt mô tả khoa học đầu tiên năm 1991.